# Schmidgaden
Schmidgaden est une commune de Bavière (Allemagne), située dans l'arrondissement de Schwandorf, dans le district du Haut-Palatinat.

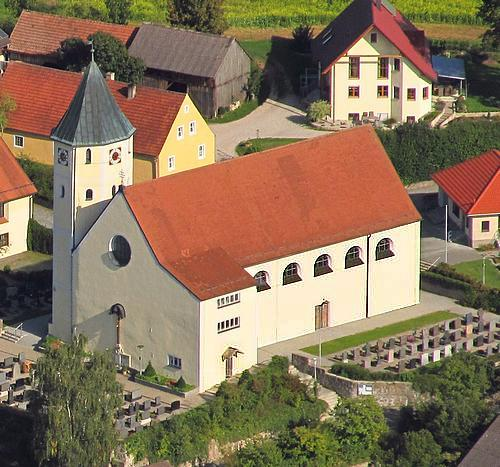
Schmidgaden